# Eva Andersson-Dubin
Eva Andersson-Dubin (née Eva Birgitta Andersson; Uddevalla, 1961) é uma médica sueca. Ela também é a fundadora do Dubin Breast Center no Tisch Cancer Institute no Hospital Mount Sinai, em Nova Iorque. Ela é casada com o bilionário do fundo de cobertura Glenn Dubin e namorou Jeffrey Epstein. Ela trabalhou como modelo e venceu o concurso de Miss Suécia em 1980.

## Educação e carreira médica
Nascida na Suécia, ela se formou em Ostraboskolan (Ostraboschool), onde se formou em primeiro lugar na classe, com especialização em matemática e física. Após a faculdade, a Dra. Andersson-Dubin seguiu a carreira de modelo e em 1980 foi nomeada Miss Suécia e colocada em quarto lugar no concurso de Miss Universo. Ela frequentou o Karolinska Institutet em Estocolmo por três anos e meio e, em seguida, foi transferida para a Escola de Medicina da UCLA, onde obteve seu MD em 1989. Ela então completou sua residência em medicina interna no Hospital Lenox Hill em Nova Iorque em 1990.
Os Dubins doaram aproximadamente dezenove milhões de dólares e estiveram envolvidos na arrecadação de 24 milhões de dólares adicionais para que o centro pudesse ser inaugurado em 2011 e ter financiamento para operar. Andersson-Dubin trabalha no Dubin Breast Center, parte do Tisch Cancer Institute, no Hospital Mount Sinai, em Nova Iorque. Desde a inauguração em 2011 a 2018, o centro processou 180 mil visitas de pacientes.

## Carreira de modelagem Ford
Gerard W. Ford, que fundou e dirigiu a Ford Models com sua esposa Eileen Ford, descobriu Eva Andersson enquanto ela caminhava pela rua. Jerry Ford levou Eva Andersson para conhecer Eileen Ford e Andersson tornou-se um modelo da Ford. Na década de 1970, Eileen Ford, a executiva da agência de modelos americana e cofundadora da Ford Models, descreveu as pernas de Eva Andersson-Dubin em seu cartão de modelo como: "excelentes". Mais tarde, Eva Andersson ganhou o Miss Suécia 1980.

## Vida pessoal
Eva Andersson namorou Jeffrey Epstein. Eva Andersson continuou a "socializar-se com Epstein depois de seu tempo na prisão" por se declarar culpado em 2008 de uma acusação estadual (uma de duas) de obter para prostituição uma garota com menos de dezoito anos.
No início dos anos 1990, Eva Andersson foi vista por seu futuro marido Glenn Dubin pela primeira vez por meio de uma foto de modelo na seção Page Six do New York Post.